# Liriomyza cestri
Liriomyza cestri är en tvåvingeart som beskrevs av Spencer 1982. Liriomyza cestri ingår i släktet Liriomyza och familjen minerarflugor. Inga underarter finns listade i Catalogue of Life.